# Tom Nairn
Tom Nairn (* 2. Juni 1932 in Freuchie, Fife, Schottland; † 21. Januar 2023) war ein britischer Politologe und Vordenker des schottischen Nationalismus.
Er war Honorary Research Fellow an der School of Government and International Affairs der Durham University.
Er ist für seine Essays und für seine Unterstützung der Unabhängigkeit Schottlands bekannt.

## Leben und Wirken
Nairn wurde am 2. Juni 1932 in Freuchie, Fife, geboren. Er besuchte die Dunfermline High School und das Edinburgh College of Art; anschließend studierte er Philosophie an der University of Edinburgh. Das Studium schloss er 1956 mit dem MA ab. Während der 1960er Jahre unterrichtete er an verschiedenen Bildungseinrichtungen einschließlich der University of Birmingham (1965–66).
Nairn wurde landesweit bekannt, als er 1968 als  Lecturer am Hornsey College of Art (im heutigen London Borough of Haringey) an einer studentischen Institutsbesetzung teilnahm. Die Besetzung war verbunden mit Forderungen nach einer grundlegenden Reform des damaligen Bildungssystems. Nachdem die College-Verwaltung die Hausgewalt zurückerlangt hatte, wurde Nairn entlassen.
Von 1972 bis 1976 arbeitete Nairn am Transnational Institute in Amsterdam, danach als Journalist, der auch Recherchen für Fernsehsender machte (hauptsächlich für den Channel 4 und das Scottish Television in Glasgow). Er war dann ein Jahr an der Central European University bei Ernest Gellner (1994–95). Anschließend gründete und leitete er einen Masterstudiengang Nationalismus an der University of Edinburgh (1995–1999). 2001 wurde er auf einen Lehrstuhl für Nationalismus und kulturelle Vielfalt am Royal Melbourne Institute of Technology in Australien berufen. Er blieb dort bis Januar 2010. Nach der Rückkehr ins Vereinigte Königreich wurde er Fellow am Institute for Advanced Study an der Durham University (2009).

## Zusammenfassung seiner Theorien
Nairn gilt als einer der wichtigsten Theoretiker der britischen Neuen Linken.
Ab 1962 entwickelte Nairn zusammen mit Perry Anderson in der Zeitschrift New Left Review eine These (die „Nairn-Anderson thesis“), mit der eine Erklärung dafür versucht wurde, warum Großbritannien sich nicht „auf normale Art und Weise“ entwickelt habe, wobei die „normale Entwicklung“ seit der Französischen Revolution von 1789 auf dem europäischen Kontinent durch Antiklerikalismus und Republikanismus gekennzeichnet gewesen sei.
Nairn war lange ein Anhänger der Europäischen Integration. Diese Position vertrat er auch in seinem Buch The Left Against Europe (1973), als die meisten Linken im Vereinigten Königreich entschiedene Gegner dieser Idee waren.
Nairn trat auch für die Unabhängigkeit Schottlands ein sowie für die Dezentralisierung und Übertragung von Macht auf das Schottische Parlament und das Walisische Parlament. Er kritisierte in den 1990ern und 2000ern die Labour-Regierung von Tony Blair dafür, dass sie nach seiner Meinung nicht genug Kompetenzen an diese parlamentarischen Institutionen abgeben wollte. Nairn war der Meinung, das ökonomische Potential Schottlands werde durch die Machtkonzentration in London in Verbindung mit den archaischen Strukturen des britischen Staates beeinträchtigt.
Das bekannteste Buch Nairns zum Thema Nationalismus ist The Break-Up of Britain (1977, neu erschienen 1982), eine Sammlung von Aufsätzen, die zuvor in der NLR erschienen waren. Es handelt sich dabei um eine marxistische Kritik der weltweiten Zunahme von Nationalismus. Nairn behauptet darin, der Imperialismus von den Zentren in Westeuropa bis zur Peripherie (Afrika, Asien, Australien usw.) habe die Eliten in den Ländern der Peripherie dazu angeregt, die dortigen ausgebeuteten Volksmassen zu mobilisieren. Die Intelligentsia der Peripherie, wie er sie bezeichnet, sei von Romantik und Populismus  geprägt. In einem Kapitel zu Enoch Powell verortet er diesen in beiden Traditionssträngen.
Seiner republikanischen Gesinnung folgend schrieb er The Enchanted Glass (1988) als eine der ersten ernstzunehmenden Untersuchungen zur Britischen Monarchie aus einer antimonarchistischen Perspektive. Er erhielt dafür den Preis Scottish Book of the Year der Saltire Society. In diesem Buch, aber auch anderswo, verwendet Nairn den von ihm geschaffenen Begriff Ukanien (engl. Ukania), um die irrationale und „ruritanische“ Natur der britischen konstitutionellen Monarchie zu kennzeichnen. Nairn wandelt den Ausdruck „Kakanien“ ab, den Robert Musil für die Doppelmonarchie Österreich-Ungarn in Der Mann ohne Eigenschaften benutzt. Eine überarbeitete Ausgabe von The Enchanted Glass erschien 2011 bei Verso.

## Ehrungen
2009 wurde er Fellow der Academy of the Social Sciences in Australia.

## Schriften (Auswahl)
- Mit A. Quattrocchi: The Beginning of the End: France, May 1968, Panther Books 1968, neu erschienen bei Verso 1998
- Studenten und Lehrkörper des Hornsey College of Art,  The Hornsey Affair, Penguin Books, 1969
- The Left against Europe, Penguin, 1973
- The Break-up of Britain: Crisis and Neonationalism, NLB, London 1977 (2. Ausgabe 1981 bei Verso; 3. Ausgabe 2003 Common Ground Pub) (als Paperback-Ausgabe  1981, neu herausgegeben  2021)
- The Enchanted Glass: Britain and Its Monarchy, Radius, London 1988 (2. Ausgabe 1994, Vintage. 3. Ausgabe 2011)
- Auld enemies: Essays from the "Nairn on Monday" column, The Scotsman, Reihe Common Cause Glasgow 1992
- Faces of Nationalism: Janus Revisited, Verso, 1997 (2. Ausgabe 2005)
- After Britain: New Labour and the Return of Scotland, Granta, 2001
- Pariah: Misfortunes of the British Kingdom, Verso, 2002
- Global Nations, Verso, 2006
- Mit Paul James: Global Matrix: Nationalism, Globalism and State-Terrorism, Pluto Press, London und New York 2005
- Gordon Brown: Bard of Britishness, Institute of Welsh Affairs, Cardiff 2006

### Artikel in Zeitschriften und anderen Medien
- Tom Nairn: The modern janus. In: New Left Review. I. Jahrgang, Nr. 94, Dezember 1975 (newleftreview.org). (Also reprinted in Break-up.)
- Northern Ireland: Relic or Portent?, in Burnett, Ray (Hrsg.): Calgacus No. 3, Frühjahr 1976, S. 36–50, ISSN 0307-2029
- Besprechung von The Radical Approach herausgegeben von Gavin Kennedy, in Question, Juli 1976, S. 8–10
- Internationalism: A Critique, in The Bulletin of Scottish Politics Nr. 1, Herbst 1980, S. 101–125
- Tom Nairn:  Globalisation and nationalism: the new deal In: openDemocracy, openDemocracy Foundation for the Advancement of Global Education, 2008  The Edinburgh lecture.
- Articles on OpenDemocracy.net
- Tom Nairn:  Byzantium, Bauer, 2008